# James Qwilleran
James Qwilleran, znany również jako Jim lub Qwill – główny bohater serii kryminałów amerykańskiej autorki Lilian Jackson Braun pt. Kot, który...
Qwill jest potężnej budowy człowiekiem (ponad 6 stóp wzrostu) z sumiastymi wąsami i zamyślonym spojrzeniem. Ma około 50 lat. To właśnie wąsy przykuwają uwagę kobiet (w szczególności) i są obiektem bezustannych dyskusji mieszkańców Moose County.
Jego matka pochodziła z rodu Mackintosh ze Szkocji. Miał żonę, ale ich związek nie układał się pomyślnie. Qwill z powodu rozwodu i nakładających się problemów wpadł w alkoholizm. Pewnego dnia, w stanie głębokiego upojenia alkoholowego, spadł z peronu metra prosto na tory, wprost pod nadjeżdżający pojazd. Tylko dzięki pomocy przechodniów udało mu się wyjść cało z tej opresji. Ta sytuacja sprawiła, że wytrzeźwiał i postanowił nigdy nie wziąć alkoholu do ust. Kolejne tomy powieści, które mają miejsce już w Pickax, ukazują Qwilla jak propagatora i miłośnika lokalnego specyfiku - wody squunk (z lodem i plasterkiem cytryny).  
Zawsze mieszkał w dużych miastach, ale po odziedziczeniu fortuny "cioci" Fanny, przyjaciółki jego nieżyjącej matki, ze względu na warunki testamentu, zamieszkał w Moose Country w miasteczku Pickax. Dziennikarz posiada dwa koty syjamskie: Koko (Kao K'o-Kung) i Yum Yum. Jest to jego jedyna rodzina. Ma również przyjaciela Archa Rikera, który przyjechał na Północ za nim. W Pickax pisze dla miejscowej gazety "Moose County Cośtam" felietony o nazwie Piórkiem Qwilla. Jest multimilionerem, jednak nadal żyje skromnie. Jedynie jego koty mają nawyki arystokratów. Po przybyciu do miasteczka osiedla się (zgodnie z wolą testamentu) w przepysznej siedzibie Klingenschoenów (co prawda wybiera sobie na lokum mieszkanko nad powozownią, gdyż tam mu jest najwygodniej), jednak wkrótce ulega ona doszczętnemu spaleniu. Kolejnym mieszkaniem Qwilla jest ogromny dawny skład jabłek, który zostaje wyremontowany pod okiem wyśmienitego architekta z Nizin. Staje się on "Tadż Mahalem" Pickax.
W Pickax początkowo wiąże się z dużo młodszą Melindą Goodwinter. Ta jednak zbyt mocno naciska na ślub (a Qwill lubi stan kawalerski) i ich związek nie przetrwa. Później poznaje bibliotekarkę Polly Duncan, z którą tworzy udany związek. Oboje nie chcą ślubu i jest im razem dobrze. W 29 tomie Polly, przyjaciółka Qwilla, podejmuje pracę w paryskiej bibliotece i zostawia Qwilla. 
Ostatni tom miał się ukazać w kwietniu 2008 roku, jednak do tej pory się nie ukazał. 
Serię zamyka tom. 30 Kot, który wiedział i inne opowiadania. Zebrane w nim są różne historie o kotach. 